# Castlevania: Lords of Shadow
Castlevania: Lords of Shadow è un videogioco di tipo avventura dinamica, sviluppato da MercurySteam e Kojima Productions e pubblicato da Konami nel 2010. Fa parte della serie Castlevania, è il quinto capitolo in 3D ed è il primo videogioco sviluppato per la console PlayStation 3.
Nonostante l'appartenenza alla serie, si tratta di un reboot del franchise, considerando anche che il gioco è stato originariamente annunciato solo come Lords of Shadow, senza connessione alla serie. Infatti le caratteristiche presenti di Castlevania sono poche: il nome della famiglia Belmont o la frusta. Molte sono invece le novità introdotte nel gameplay, come la modalità di combattimento o la presenza di livelli rompicapo.
Il protagonista del gioco è Gabriel Belmont, cui spetta il ruolo di salvare la Terra dalle forze oscure e dalle creature soprannaturali, oltre che vendicare la morte dell'amata moglie Marie, uccisa da tali creature.
Il titolo è stato pubblicato il 5 ottobre 2010 in Nord America e il 7 ottobre in Europa, vendendo oltre un milione di copie e riscuotendo ottime recensioni, anche prima della sua uscita. Oltre al titolo principale, a completamento della trama, sono stati pubblicati nel 2011 due DLC, Reverie e Resurrection.
Una versione per Microsoft Windows, comprendente tutti i contenuti aggiuntivi, è stata pubblicata il 27 agosto 2013 con il nome Castlevania: Lords of Shadow - Ultimate Edition.

## Trama
(Zobek, incipit del livello Via del cacciatore)
Europa meridionale, 1047: Gabriel Belmont è un membro della Confraternita della Luce, un ordine costituito da cavalieri sacri con l'obiettivo di difendere gli uomini dalle creature soprannaturali malvagie. Marie, moglie di Gabriel, viene assassinata da una di queste creature, ma a causa di un terribile incantesimo, la sua anima, come anche quella delle altre persone morte, è costretta a rimanere intrappolata sulla Terra in una sorta di limbo. Apparentemente, una maledizione ha separato i reami celesti da quelli terreni, allontanando Dio dagli uomini e permettendo alle forze del male di prendere il sopravvento. I saggi della Confraternita della Luce hanno inoltre una visione in cui proprio Marie porta il messaggio con cui potranno salvare gli uomini e ripristinare il legame di Dio ai reami terreni. Gabriel viene così mandato dalla Confraternita della Luce al Lago dell'Oblio, un luogo dove i vivi possono comunicare con i morti, dove incontra il Dio Antico Pan, il quale spiega al cavaliere la gravità della situazione e l'importanza del suo ruolo nella vicenda.
Durante il suo cammino, Gabriel si scontra con il Titano del ghiaccio, un'antica arma senziente usata durante le antiche Guerre dei Negromanti, e riesce a sconfiggerlo grazie all'intervento di Zobek, un vecchio cavaliere della Confraternita. Lo spirito di Marie appare nuovamente a Gabriel e gli narra di una profezia in cui un guerriero della luce riuscirà a sconfiggere i Signori dell'Ombra, creature soprannaturali che custodiscono i tre frammenti della Maschera di Dio, un potente artefatto che si dice possa riportare in vita i morti. Gabriel (speranzoso di riportare in vita Marie) e Zobek si mettono dunque in viaggio per sconfiggere i tre Signori dell'Ombra, e a tal proposito decidono di dividersi affinché i Signori dell'Ombra non li intercettino facilmente e si suddividono degli obiettivi: Gabriel dovrà viaggiare fino alle terre dei Lycan, mentre Zobek si confronterà con le terre dei Vampiri, per poi riunirsi e affrontare insieme il reame dei Negromanti, il più lontano e pericoloso. 
Gabriel raggiunge la città abbandonata di Agartha dove conosce Claudia, una ragazza muta accompagnata dal suo golem, il Cavaliere Nero. Esso, ultimo rimasto della sua civiltà ormai in rovina, combatté contro il Signore dei Negromanti nell'evento conosciuto come le "Guerre dei Negromanti". Tuttavia, la potenza del suo avversario prevalse e causò la distruzione della città. I tre si uniscono nel loro viaggio e arrivano al Santuario dei Titani, dove incontrano il Titano di roccia, che Gabriel affronta e sconfigge. Quella stessa notte, mentre dorme, Gabriel ha un incubo in cui uccide Claudia. Al suo risveglio riappare Pan, il quale gli dice che se vorrà arrivare al primo Signore dell'Ombra dovrà ottenere un artefatto, il guanto d'arme del Cavaliere Nero. Quando Gabriel cerca Claudia la ritrova morta assassinata, apparentemente con un pugnale d'argento della Confraternita della Luce. Quando il Cavaliere Nero vede la giovane esanime, si scaglia contro Gabriel. Il guerriero si ritrova a malincuore ad abbatterlo e ne recupera il guanto d'arme oscuro. Superata Agartha, Gabriel raggiunge il Signore Oscuro dei Lycan, Cornell, il quale racconta a Gabriel una storia: i tre fondatori della Confraternita della Luce desideravano combattere il male al fianco di Dio stesso. Si recarono in luoghi remoti e compirono un rituale che permetteva ai loro spiriti di ascendere al cielo. Tuttavia, durante la traslazione celeste, i loro spiriti vennero separati dai loro corpi, che per penitenza divina vennero presi dall'oscurità e divennero i Signori dell'Ombra: il Signore dei Negromanti, la vampira Carmilla e lo stesso Cornell. Inoltre, il lycan afferma che se venisse ucciso, anche la sua parte celeste verrebbe distrutta, ma Gabriel non ha altra scelta se non ucciderlo.
Gabriel recupera il primo pezzo della Maschera di Dio e gli Stivali del Ciclone di Cornell. Pan compare nuovamente sotto forma di un'aquila e trasporta Gabriel verso la terra dei Vampiri; per arrivarci, però, bisogna superare la fortezza di una potente strega sulle montagne che, a causa dei suoi poteri oscuri, non permette a Pan di superare il suo dominio, quindi lascia che Gabriel la elimini così potranno proseguire. All'interno della fortezza, Gabriel affronta orde di Troll delle caverne, e persino un gigantesco Orco; arrivato sulla cima della torre, Gabriel fronteggia Malphas, la Strega dei Corvi. Dopo averla sconfitta, la torre crolla e Gabriel viene portato da Pan (sotto forma di cavallo) nella terra dei Vampiri. Gabriel e Zobek si rincontrano al villaggio di Wigol, in prossimità del castello dei Vampiri, teatro di uno sterminio. Capiscono che il villaggio è alla mercé dei Vampiri a causa dell'abate Vincent Dorin, che per proteggere sé stesso usa una reliquia che tiene lontani i Vampiri dall'abbazia. Gabriel e Zobek si addentrano nell'edificio pieno di trappole e strappano dalle mani di Vincent la reliquia, lasciandolo poi ai Vampiri. Dopo aver aiutato gli abitanti a combattere i ghoul e i Vampiri che hanno attaccato il villaggio, Gabriel si confronta con il tenente Brauner, un demone-vampiro al servizio del Signore dell'Ombra Carmilla, e uccidendolo sferra un duro colpo alle forze dei Vampiri.
Mentre Zobek rimane coi popolani per proteggerli, Gabriel si addentra nel castello: qui incontra la figlia di Carmilla, Laura, che avendo riscoperto il valore dell'amore grazie a quello che Gabriel prova per Marie, decide di risparmiare il cavaliere. Nel refettorio Gabriel incontra il cuoco del castello, il Macellaio Malefico, che custodisce la chiave per la porta ai piani superiori; Gabriel affronta l'orribile custode ed esce da quella sala infernale. Dentro le torri del castello, Gabriel distrugge prima la Mostruosità Meccanica, l'ultima creazione di Friederich von Frankenstein, e dopo Orlox, il fratello di Brauner, che vuole uccidere il guerriero per vendicarlo; grazie al suo sangue, Gabriel si apre la strada verso la sala del trono. Arrivato al centro della sala (sopra una torre), Gabriel si confronta con Carmilla, ingaggiando una battaglia con lei, e sconfiggendola ottiene il secondo pezzo della maschera e le Ali del Serafino di Carmilla, purificate. Rimessosi in viaggio, Gabriel giunge nella Terra dei Morti, dove aiuta la strega Baba Yaga a recuperare la magica Rosa Blu, in cambio dei servigi occulti della maga che teletrasporta Gabriel nella Terra dei Negromanti.
Nel Cimitero dei Titani ricompare Pan, il quale non è sicuro che Gabriel sia pronto per affrontare il Signore dei Negromanti, perciò assume la sua antica forma del Guerriero d'Argento. Gabriel vince e il sacrificio di Pan (che lo crede pronto per affrontare l'ultimo Signore dell'Ombra) apre le porte per la Terra dei Negromanti. Facendosi strada tra orde di scheletri e zombi, capitanati da un demone custode, il Becchino, Gabriel arriva alle Torri dei Negromanti, dove, tra vari rompicapi, sconfigge due degli stregoni. Arrivato sulla cima della torre, un terzo Negromante utilizza la sua energia per attivare un gigantesco Dracolich. Dopo un estenuante combattimento aereo, Gabriel sconfigge il drago non morto e, con un residuo della sua energia, fa innalzare la gigantesca torre del Signore dei Negromanti.
Qui Zobek lo raggiunge, indossando improvvisamente la Maschera del Diavolo e rivelando che è egli in realtà il Signore dei Negromanti, e che si era stancato del fatto che gli altri due Signori dell'Ombra avessero tenuto i poteri per conto proprio invece di combinarli per ottenere un potere immenso: il suo piano era quindi quello di cercare l'Inferno e acquisire la conoscenza delle arti oscure per riuscire a lanciare l'incantesimo che separa la Terra dal Cielo e diventare il dominatore incontrastato di tutti i reami. Inoltre rivela a Gabriel che non è stata una creatura delle tenebre a uccidere Marie, come aveva sempre pensato il protagonista, ma è stato lo stesso Gabriel a compiere l'atroce delitto, in quanto posseduto da Zobek tramite la Maschera del Diavolo, venendo poi cancellati i ricordi dell'accaduto; la stessa cosa aveva fatto con Claudia affinché ricevesse il guanto del Cavaliere Nero, intriso di potere oscuro, con il quale Zobek avrebbe potuto renderlo inoffensivo. In questo modo, voleva spingere Gabriel (scelto come pedina in quanto era il guerriero della profezia) a vendicarsi dei Signori dell'Ombra, eliminandoli tutti e compiendo il suo piano. Zobek stordisce Gabriel e gli ruba la Maschera di Dio; ora il Signore dei Negromanti ha entrambe le maschere.
All'improvviso, però, Satana emerge dal nulla e prende la Maschera di Dio da Zobek, apparentemente eliminando quest'ultimo e rivelandosi come la vera mente dietro a tutta la vicenda, che aveva dato i suoi poteri a Zobek in modo che egli attuasse il piano sopracitato e poter avere vendetta su Dio e tornare al Cielo. Gabriel si riprende, si confronta con Satana e lo sconfigge, liberando le anime dei defunti dal limbo; tuttavia, scopre che la Maschera di Dio non può riportare in vita i morti (e quindi Marie), ma permette solo di vedere attraverso gli occhi di Dio, ossia di vedere le anime dei defunti e di comunicare con loro. A questo punto, Marie dice al suo amato che ora gli è stata data una nuova vita per riscattare se stesso e svanisce con la Maschera di Dio, abbandonando al suo destino un Gabriel straziato per la definitiva perdita di colei che aveva amato più della sua stessa vita.

### Finale
L'epilogo mostra Zobek, sopravvissuto allo scontro con Satana, che entra in una cattedrale e accede a una stanza segreta che conduce al sottotetto della chiesa. Adagiato su un trono si intravede un vampiro dal corpo cinereo, al quale Zobek si rivolge con il nome di "Gabriel", ma quest'ultimo, ovvero lo stesso protagonista, lo ammonisce di non chiamarlo in quel modo, e dice che ora egli è Dracul. Zobek è venuto per chiedergli aiuto, nonostante i vecchi dissapori, in quanto Satana sta riacquistando le forze e trama ancora una volta di prendere il totale controllo dei mondi terreni e ultraterreni. Dracul lo aggredisce e, dopo un breve scontro, viene scaraventato fuori dalla vetrata della cattedrale, rivelando un panorama urbano ambientato ai giorni nostri. Zobek cerca di convincere Dracul ad accettare questa alleanza promettendogli di riportarlo alla sua originale umanità. Gabriel, smosso nel profondo dalle parole di Zobek, urla disperato nel bel mezzo del traffico cittadino, per poi sparire nel nulla.

### ReverieeResurrection
Gabriel Belmont, ormai sopraffatto dall'oscurità, torna al castello dei Vampiri in quanto è stato contattato da Laura per comunicargli una brutta notizia: la distruzione dei Signori dell'Ombra ha provocato la liberazione di una malvagia creatura conosciuta come il Dimenticato. Tale creatura è stata evocata dalla famiglia Bernhard diversi anni prima della venuta dei Signori dell'Ombra, in occasione di una battaglia in cui era presente anche la Confraternita che, non potendolo distruggere direttamente, riuscì a intrappolarlo in un portale dimensionale localizzato nella fortezza dei Bernhard, intorno alla quale fu costruita una seconda struttura, che è l'attuale castello dei Vampiri. Gabriel e Laura si preparano per raggiungere il demone e grazie al sangue di Cornell, Carmilla e Zobek, riescono ad aprire il portale verso la prigione del Dimenticato; tuttavia, non essendo accessibile ai mortali, Gabriel è costretto a bere il sangue di Laura affinché venga completamente ricoperto di oscurità, lasciandosi alle spalle «amore, compassione e tenerezza». Una volta dentro la prigione, Gabriel avverte il potere del Dimenticato, che è enormemente più grande del suo. Gabriel però non può permettersi di lasciare che il demone ritorni sulla Terra per distruggerla, quindi si limita a inseguirlo di nascosto, cercando un modo per eliminarlo.
L'occasione, alla fine, si presenta: arrivato davanti al primo sigillo della sua prigione, il Dimenticato usa metà del suo potere per scioglierlo. Gabriel esce dal suo nascondiglio e attacca il Dimenticato, ma alla fine il sigillo viene sciolto e il demone riacquista tutto il suo potere. Arrivato al secondo e ultimo sigillo, Gabriel lotta di nuovo contro il Dimenticato, ma anche il secondo sigillo viene sciolto. Gabriel e l'umanità sembrano essere destinati a essere distrutti, ma con un gesto di sacrificio, Gabriel si frappone tra il Dimenticato e la metà del suo potere, assorbendolo e riuscendo così a sconfiggere il potente demone, ma a un caro prezzo: avendo bevuto il sangue di Laura e assorbito metà dei poteri di un demone è diventato egli stesso un Signore dell'Ombra. Come ultima azione, Gabriel frantuma la Croce da combattimento e ritorna sulla Terra.

## Modalità di gioco
Castlevania: Lords of Shadow è un videogioco di azione e avventura 3D in cui si controlla il personaggio principale, Gabriel Belmont, in diverse aree della Terra, tra natura ed edifici. L'obiettivo del gioco è ricomporre i pezzi della Maschera di Dio che si trovano nei tre luoghi sacri dove i tre fondatori dell'Ordine sono ascesi (il santuario dei Lycans, il castello dei Vampiri e la terra dei Negromanti).
Il gioco è suddiviso in dodici capitoli con ognuno un numero diverso di livelli, per un totale di 46. Alla fine di ogni capitolo è previsto un boss. L'ultimo capitolo è costituito da un solo livello, lo Scontro finale con Satana. È possibile giocare con quattro modalità diverse, corrispondenti a quattro difficoltà:
- Scudiero: facile
- Guerriero: normale
- Cavaliere: difficile
- Paladino: molto difficile

### Combattimento
La modalità di combattimento prevede l'utilizzo di una frusta a catena contenuta in una Croce di combattimento. I comandi sono costituiti da attacchi diretti per provocare danni ai nemici, e da attacchi attraverso i punti deboli. Il giocatore può anche utilizzare armi secondarie, come pugnali, acqua santa o fate (utili per distrarre i nemici). La frusta può essere usata anche come scudo, al fine di evitare l'attacco di un avversario. La Croce può essere potenziata in luoghi appositi chiamati Arche della Confraternita: potenziando la Croce, il giocatore può usufruire di nuove funzioni, la può usare come liana, come corda o come paletto.
Durante gli attacchi, in basso allo schermo compare una barra di progressione, chiamata "barra di concentrazione", che, se raggiunge il massimo dopo diverse combo, fa rilasciare ai nemici delle sfere utilizzabili per ricaricare le due barre della magia presenti ai lati dello schermo.

### Piattaforma e rompicapo
Il giocatore può controllare Gabriel per saltare a notevoli distanze, precipitare o rimanere in equilibrio sopra buchi profondi. La Croce di combattimento non è utilizzata solo per combattere, ma anche per scalare mura o arrampicarsi.
Alcune sequenze del gioco richiedono la risoluzione di enigmi o rompicapi: spostare ad esempio determinati oggetti può provocare reazioni a catena e aprire la strada ad un'altra area.
Il giocatore può esplorare i livelli al fine di trovare oggetti nascosti, che possono aumentare la salute o le abilità magiche: tali oggetti sono le gemme, che possono essere di tre tipi, pietre preziose, gemme di luce e gemme scure, in grado di incrementare rispettivamente resistenza della vita, l'abilità di magia luminosa e magia oscura; inoltre alcune porte sono accessibili tramite chiavi che vengono di solito rilasciate da corpi umani morti o nemici sconfitti.

### Nemici
Gli sviluppatori hanno cercato di creare qualcosa che si differenziasse dalla saga di Castlevania: ad esempio, sono presenti ancora nemici come i vampiri e i licantropi, ma compaiono anche ragni giganti, troll e goblin. Uccidendo i nemici, si ottengono punti esperienza, usati per guadagnare combo e acquisire ulteriori abilità. I boss ricordano molto quelli di Shadow of the Colossus, in quanto si trattano di titani giganti, che hanno come punti deboli delle rune che si trovano sul loro corpo. Per raggiungere queste rune, bisogna utilizzare la Croce per arrampicarsi e colpirle, ottenendo così le "reliquie" che possono essere utili nel corso del gioco. Alcuni nemici più grossi possono essere montati e utilizzati per sfondare porte e barriere che, altrimenti, non si possono aprire.

### Trofei
Oltre a completare la storia principale è possibile vincere una serie di trofei, ottenibili dopo aver svolto determinate attività come sconfiggere alcuni boss, acquistare combo dal menu principale o completare le prove. In tutto sono 54 e comprendono 22 trofei di bronzo, 18 d'argento, due d'oro e uno di platino, conquistabile solo se ottenuti tutti gli altri trofei.

#### Percentuale di completamento
Uno dei trofei d'oro si chiama Mister 110% ed è ottenibile completando ciascun livello al 110%: ogni livello infatti possiede una percentuale di completamento che aumenta non solo quando il livello è completato, ma anche dopo aver superato diverse prove, risolto enigmi o ucciso un determinato numero di nemici.

## Personaggi

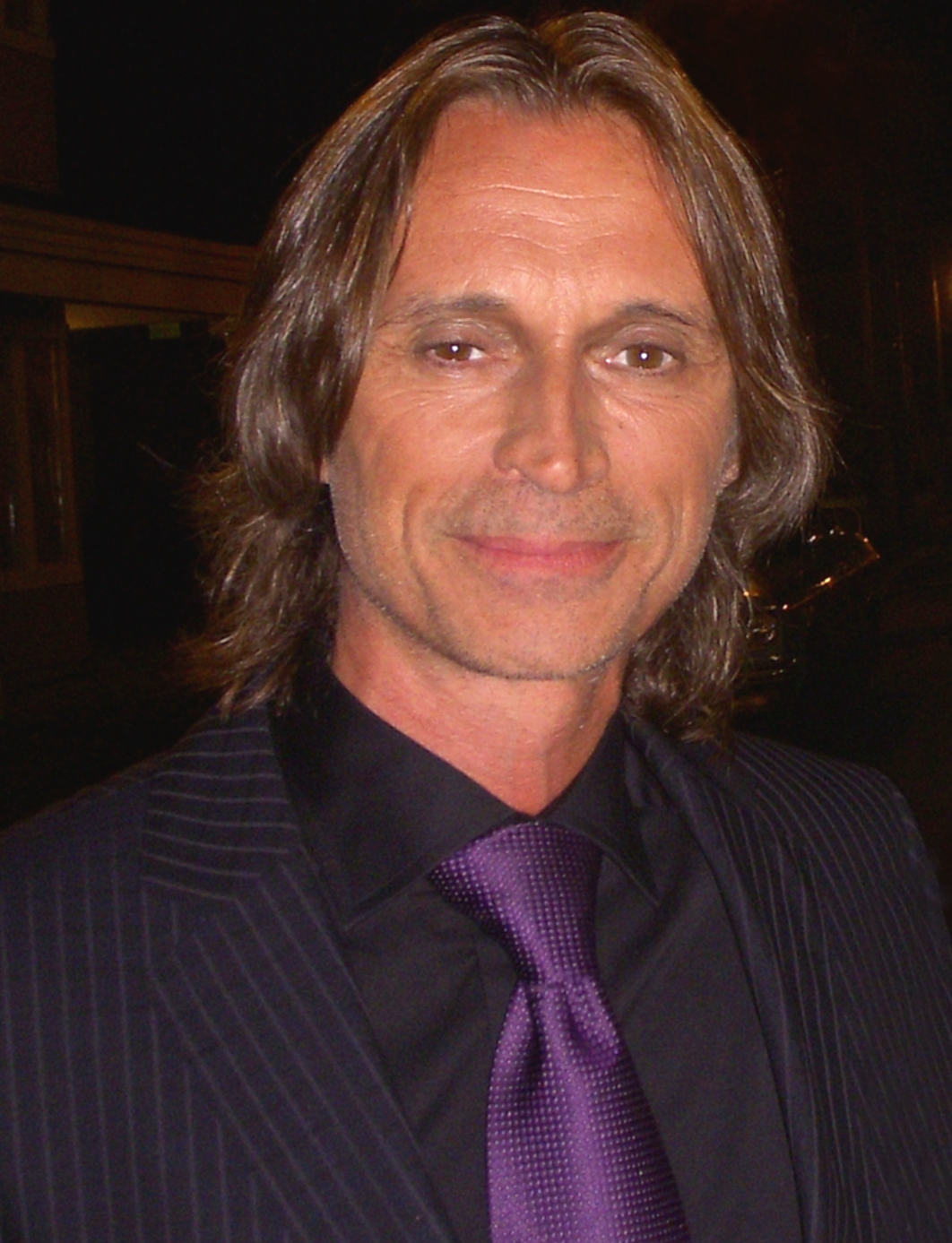
Robert Carlyle è il doppiatore di Gabriel Belmont

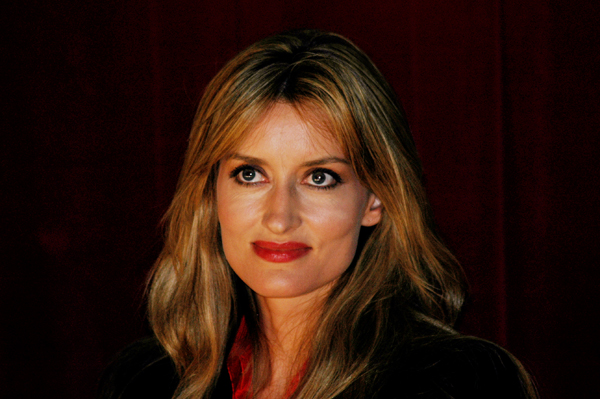
Natascha McElhone è la doppiatrice di Marie

- Gabriel Belmont (ガブリエル・ベルモンド?, Gaburieru Berumondo): è il protagonista del gioco, appartenente alla Confraternita della Luce. Fu trovato davanti alla porta della Confraternita ancora in fasce e secondo una voce potrebbe essere il figliastro di un membro della famiglia Cronquist. Il nome gli venne dato in onore dell'arcangelo Gabriele, mentre il cognome lo scelse lui per il suo amore per le montagne. Gabriel viene a conoscenza di una maschera che ha il potere di riportare i morti e vuole utilizzarlo per la risurrezione di sua moglie assassinata. La sua arma è la Croce da combattimento, forgiata da Rinaldo Gandolfi. Doppiato da Robert Carlyle.
- Marie (マリー?, Mari): figlia più giovane di alcuni mercanti, Marie è sempre stata attratta dalla Confraternita della Luce, e un giorno ne conobbe un membro, un ragazzo orfano che diventerà poi suo marito: Gabriel Belmont. Uccisa dalle forze del male, la sua anima è rimasta intrappolata sulla terra. Aiuta il marito nella sua missione. Doppiata da Natascha McElhone.
- Pan (パン?, Pan): uno spirito mistico dalle sembianze di un fauno che dimora nelle foreste, conosce le risposte sulla morte di Marie. Pan, oltre ad avere il controllo su Madre Natura, è in grado di cambiare forma trasformandosi in diverse creature, come un cavallo maestoso. Durante il combattimento contro Gabriel alle porte della Terra dei Negromanti prenderà le sembianze del Guerriero d'argento. Doppiato da Aleksander Mikic.
- Zobek (ゾベック?, Zobekku): è l'antagonista principale del gioco, e un misterioso spadaccino che incoraggia Gabriel a utilizzare la maschera per riportare in vita la moglie Marie. Zobek sembra essere un anziano servitore della Confraternita. L'elenco delle gesta eroiche a lui attribuite è straordinario, così come la sua vasta conoscenza dell'arte della guerra, o addirittura le potenti abilità di combattimento che può sfoggiare, nonostante la sua età. La sua arma è una semplice spada lunga che maneggia con abilità e prontezza. Stranamente, gli piace usare una vecchia uniforme della Confraternita della Luce che, secondo lui, è stata ereditata da uno dei suoi antenati, uno dei membri fondatori. In realtà, rappresenta il lato oscuro di uno dei membri fondatori dell'ordine, il Signore dei Negromanti, completamente ricoperto da una tunica nera e con indosso la Maschera del Diavolo, che ne incrementa i poteri sulle arti oscure. Doppiato da Patrick Stewart.
- Claudia (クローディア?, Kurōdia): una misteriosa ragazza muta e scalza, che ha la capacità di parlare con Gabriel attraverso la telepatia. La prima volta che si incontrano lei scappa da Gabriel, ma vuole in seguito aiutarlo nel suo viaggio, suggerendogli di trovare dei cristalli per combattere contro le creature soprannaturali. È una degli ultimi Aghartiani, una razza ormai estinta che viveva più degli umani e aveva creato vaste tecnologie all'epoca, distrutta dai Signori dell'Ombra. Claudia è sorvegliata da un golem fabbricato dal padre poco prima della sua morte: il Cavaliere Nero. Doppiata da Emma Ferguson.
- Cornell (コーネル?, Kōneru): il primo Signore Oscuro. Era il più giovane dei tre membri fondatori della Confraternita della Luce, ma anche il più potente. Quando eseguirono il rituale che li avrebbero fatti diventare spiriti angelici secondi solo a Dio, la rabbia e la forza di Cornell crearono il Signore Oscuro dei Lycan, personificazione dell'odio e della violenza. La sua arma è un enorme martello che maneggia con molta abilità, e dispone inoltre degli Stivali del ciclone, grazie ai quali è molto più veloce. Nella seconda parte del combattimento si trasformerà nel Signore Oscuro dei Lycan, diventando simile a un Licantropo superiore, ma molto più grosso e bestiale e con dei tatuaggi luminescenti sul corpo. È il primo che instilla in Gabriel il dubbio sulla sua fede verso la Confraternita. Doppiato da Richard Ridings.
- Carmilla (カーミラ?, Kāmira): il secondo Signore Oscuro. È una vampira a capo della sua razza, capace di assumere molte sembianze diverse, che durante la sua vita da mortale è stata una guaritrice molto dedita alla salvaguardia della vita, scontrandosi contro Friedrich von Frankenstein e avendo la sua vendetta quando divenne un Signore dell'Ombra. Ella non disprezza gli umani, ma considera l'oscurità parte del genere umano. Nella sua forma come Signore Oscuro dei Vampiri assume connotati da pipistrello. Doppiata da Sally Knyvette.
- Laura (ローラ?, Rōra): figlia vampirica di Carmilla, è una vampira dalle sembianze di una ragazzina, ma con l'astuzia e l'ingegno di un adulto. Nel corso dei secoli, Laura ha ucciso centinaia di innocenti per saziare la sua sete di sangue. Tuttavia, quando è sola si ricorda del periodo in cui sua madre le cantava per confortarla nell'oscurità. Sfida Gabriel a un'insolita partita di scacchi; quando Gabriel vince, lei, credendo che avesse barato, cercherà di ucciderlo, ma vedendo Marie confortare il marito si ricorderà dei suoi giorni da umana e diventerà sua alleata. Si sacrificherà donando il suo sangue a Gabriel quando dovrà affrontare il Dimenticato, liberandola per sempre dalla sua immortalità. Doppiata da Grace Vance.
- Baba Yaga (ババ・ヤーガ?, Baba Yāga): ispirata all'omonimo personaggio della mitologia slava, è una misteriosa strega che aiuta Gabriel in cambio di una rosa che la renderà temporaneamente giovane. Normalmente cattiva, è disposta ad aiutare qualcuno in cambio di qualche favore. Alla fine viene uccisa dal malvagio Zobek, considerandola un male da eliminare per il bene del mondo. Doppiata da Eve Karpf.
- Il Satana (サタン?, Satan): è l'antagonista più sconosciuto del gioco, ispirato all'omonima figura religiosa, ed è colui che ha donato a Zobek la Maschera del Diavolo per permettergli di attuare il suo piano di conquista del mondo, ma per poterlo tradire e usare la Maschera di Dio per vendicarsi dell'Onnipotente. Presente nella battaglia finale, utilizza la Maschera di Dio per cercare di sconfiggere Gabriel, ma alla fine, con sua grande sorpresa, verrà sconfitto e farà cadere la Maschera che Gabriel userà per parlare con sua moglie. In questa versione è raffigurato come un uomo alto e pallido, con lunghi capelli neri, occhi gialli, vestito con una nube oscura e brandisce uno scettro (con il quale controlla la Magia della Luce e la Magia dell'Ombra); all'occorrenza può evocare due ali piumate nere. Doppiato da Jason Isaacs.
- Il Dimenticato (忘れ?, Wasure): un potente demone, sovrano del Piano elementale dell'Oscurità, completamente rivestito da un'armatura che cela il suo aspetto mostruoso. È il boss finale di Resurrection. Fu evocato moltissimo tempo fa dalla crudele famiglia Bernhard, ma ne persero il controllo e cominciò a devastare ogni cosa. I tre membri fondatori della Confraternita della Luce lo sfidarono e lo rinchiusero in una prigione dimensionale. Quando Gabriel sconfigge i tre Signori dell'Ombra, il Dimenticato viene finalmente liberato dai suoi vincoli e cerca di raggiungere l'uscita per tornare sulla Terra e vendicarsi dei secoli di prigionia. Verrà finalmente sconfitto da Gabriel quando assorbirà la metà dei suoi poteri che aveva utilizzato per sciogliere i sigilli. Doppiato da: Colin McFarlane.

## Sviluppo

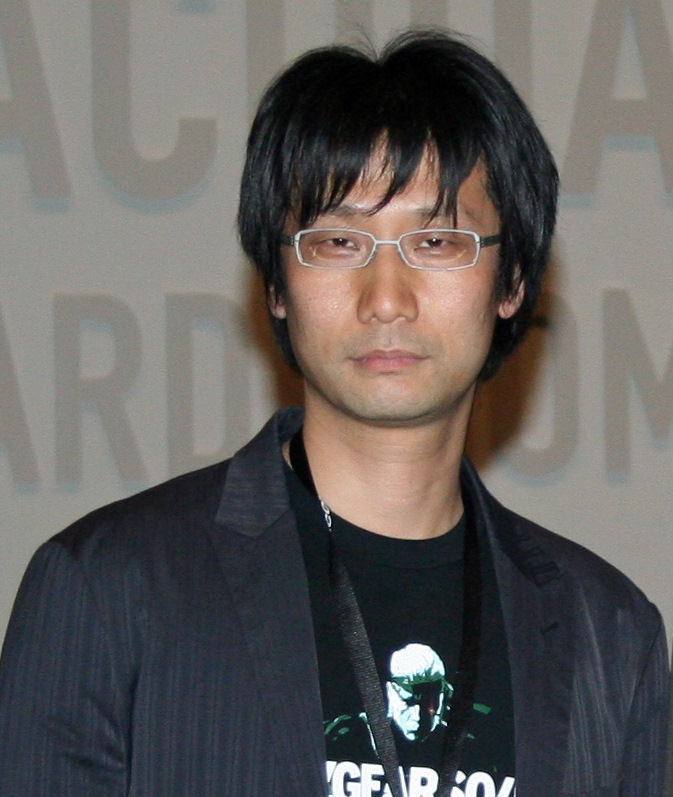
Hideo Kojima, storico produttore della serie Metal Gear

Castlevania: Lords of Shadow è stato sviluppato dalla MercurySteam, un'azienda produttrice spagnola, che inizialmente non aveva considerato di includere il gioco all'interno della serie, tuttavia la Konami si è interessata al progetto di ricreare un'altra versione di Castlevania, dopo l'insuccesso degli episodi in 3D precedenti (come Lament of Innocence o Curse of Darkness). Inizialmente si era anche pensato di produrre un remake del primo capitolo di Castlevania, con protagonista Simon Belmont. Lo sviluppo è durato circa due anni, durante i quali Dave Cox, il produttore, ha viaggiato tra la Spagna e il Giappone per gestire le operazioni e presentare parte dei lavori alla Konami e a varie conferenze. La Konami ha supervisionato lo sviluppo del gioco, coadiuvato anche da Hideo Kojima, produttore di videogiochi che ha contribuito in passato a Metal Gear: Kojima si è voluto ispirare in particolar modo a Super Castlevania IV, introducendo nuovissime caratteristiche che sembrano concordare poco con la serie. Lo staff della Konami ha anche raggiunto la Spagna per gestire il doppiaggio e la sincronizzazione tra la voce e l'animazione. Gli sviluppatori hanno cercato di creare un prodotto adatto sia a chi conosce già la serie, sia a chi non lo conosce, cercando anche di avvicinarsi al gusto dei giocatori occidentali, abbandonando lo stile orientale che ha caratterizzato la serie. Una caratteristica che si discosta dagli altri titoli è l'eliminazione dei Quick Time Event, sia per non distrarre il giocatore, sia per «rispettare fedelmente lo spirito della serie».
Il gioco è stato presentato per la prima volta nel 2008 al Games Convention di Lipsia, quando ancora non portava il nome di Castlevania, in seguito viene annunciato dalla Konami in occasione dell'Electronic Entertainment Expo tenutosi a Los Angeles il 3 giugno 2009, mentre la data ufficiale viene divulgata durante il Gamescom di Colonia dell'agosto 2010.
Questo titolo è stato paragonato a God of War e Uncharted 2: Il covo dei ladri, ma Fox sostiene che i parallelismi sono pochi e che Lords of Shadow contiene caratteristiche del tutto originali rispetto ad altri titoli.

### Il personaggio di Gabriel
Come per tutto il videogioco, Hideo Kojima ha supervisionato lo sviluppo del personaggio di Gabriel Belmont, prestando attenzione al suo aspetto che doveva presentarsi più "eroico". Inizialmente Gabriel sarebbe stato raffigurato con un aspetto più barbaro prima che Kojima consigliasse il team di sviluppatori di ridisegnare il personaggio in modo tale da essere facilmente riconoscibile al giocatore. Secondo Cox, la voce di Robert Carlyle conferisce maggiore umanità al personaggio di Gabriel. Per il doppiaggio in lingua giapponese, Kojima ha ingaggiato alcuni dei doppiatori del videogioco Metal Gear Solid. La MercurySteam ha fatto in modo che il design di Gabriel e degli altri personaggi (mostri, vampiri...) apparisse più tetro e che rappresentasse al meglio l'oscurità, dal momento che Cox considera i vecchi personaggi di Castlevania troppo "fanciulleschi".

## Colonna sonora
La colonna sonora del gioco è stata affidata al compositore spagnolo Óscar Araujo, sostituendo Michiru Yamane in seguito all'abbandono del 2008. L'album è stato pubblicato in Nord America il 5 ottobre 2010 in allegato con il videogioco.
L'orchestra è composta da 120 componenti e lo stile si differenzia molto con gli episodi precedenti. Tra queste composizioni, Waterfalls of Agharta rappresenta un adattamento di The Waterfalls presente in Super Castlevania IV. L'album è composto di venti tracce, mentre la colonna sonora del gioco è molto più ampia.
L'album ha vinto il premio come migliore colonna sonora per un videogioco agli International Film Music Critic Award del 2010.

### Tracce

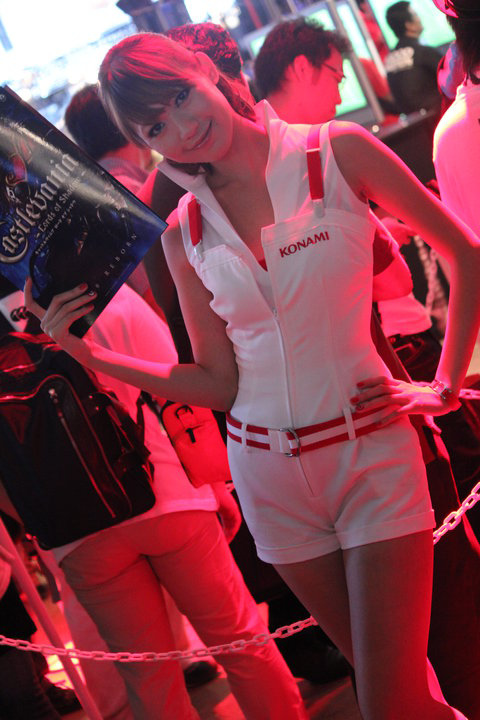
Presentazione di Castlevania: Lords of Shadow al Tokyo Game Show del 2010

1. Besieged Village – 4:23
2. The Warg – 3:26
3. Hunting Path – 2:28
4. The Dead Bog – 2:31
5. The Swamp Troll – 5:03
6. The Ice Titan – 4:12
7. Labyrinth Entrance – 3:17
8. Waterfalls of Agharta – 2:45
9. Agharta – 1:27
10. Cornell – 4:12
11. Maze Gardens – 3:19
12. Castle Hall – 4:09
13. The Evil Butcher – 4:10
14. Laura's Mercy – 1:38
15. Carmilla – 2:03
16. The God Mask – 1:18
17. Belmont's Theme – 2:53
18. The Last Battle – 6:09
19. The End – 5:47
20. Love Lost – 1:27

## Edizioni
Castlevania: Lords of Shadow è stato pubblicato in differenti edizioni a seconda dei vari paesi. L'edizione principale è costituita essenzialmente dal gioco di base (un disco per la PS3 e due per l'Xbox 360) e dal manuale di istruzioni. I personaggi sono doppiati in inglese, mentre sono disponibili cinque lingue per i sottotitoli (inglese, italiano, francese, tedesco, spagnolo); il 16 dicembre 2010 viene pubblicato in Giappone una versione con doppiaggio giapponese.

### Limited Collector's Edition
La Limited Collector's Edition contiene alcuni elementi in più rispetto all'edizione principale, riconoscibile anche da una copertina differente:
- Colonna sonora;
- Un artbook con le immagini di Castlevania (solo Nord America e Giappone)[43];
- Una riproduzione in scala della Maschera di Dio (solo in Europa)[44];
- Un codice per scaricare Symphony of the Night su PlayStation Network o Harmony of Despair su Xbox Live (solo in Giappone)[45][46].

La Limited Collector's Edition è stata resa disponibile in Giappone (dove è conosciuta come Special Edition) e in Nord America al momento dell'uscita dell'edizione di base, mentre in Europa è stato resa al pubblico il 22 ottobre 2010.

### Ultimate Edition
Questa edizione è stata progettata per i PC e contiene sia il gioco di base, sia i due DLC Reverie e Resurrection, oltre ad alcune modifiche nella grafica ed inserimenti nella modalità di gioco, tra cui un miglioramento del framerate (da 30 a 70 fps). È stata pubblicata il 27 agosto 2013 sulla piattaforma Steam, mentre il 30 agosto in versione fisica.

### HD Collection
Annunciato dalla Konami nell'ottobre 2013, Castlevania: Lords of Shadow Collection è un'edizione del titolo contenente il gioco di base, i due DLC, una versione in alta definizione del secondo episodio della trilogia, ovvero Mirror of Fate e un demo di Castlevania: Lords of Shadow 2. Questa versione è stata pubblicata il 5 novembre nel Nord America, il 7 in Europa e l'8 nel Regno Unito.

## Accoglienza

### Critica
| Testata                           | Versione | Giudizio |
| --------------------------------- | -------- | -------- |
| GameRankings (media al 31-1-2015) | PS3      | 82,86%   |
| GameRankings (media al 31-1-2015) | X360     | 81,84%   |
| Metacritic (media al 24-3-2012)   | PS3      | 85%      |
| Metacritic (media al 24-3-2012)   | X360     | 83%      |
| Eurogamer                         | -        | 9/10     |
| Gameblog.fr                       | -        | 5/5      |
| GameSpot                          | -        | 7,5/10   |
| GameSpy                           | -        | 4/5      |
| IGN                               | -        | 7,5      |
| Multiplayer.it                    | -        | 8,4/10   |

Prima ancora della sua uscita, Castlevania: Lords of Shadow è stato inserito in diverse classifiche delle anticipazioni dei videogiochi: per esempio, Games Radar lo classifica al 26º posto tra i 100 giochi in uscita del 2010.
In seguito alla sua uscita, Lords of Shadow ha ricevuto commenti positivi dalla critica: Gameblog.fr, attribuendogli un punteggio di 5/5, definisce il gioco «ricco di contenuti che sapranno apprezzare sia i fan della serie che gli amanti dei videogames in generale»; il sito web spagnolo Vandal.net, con un punteggio di 8,8, lo giudica «entusiasmante, ammaliante visivamente e decisamente rigiocabile». Il sito web statunitense Eurogamer commenta: «Konami e Mercury Steam hanno trovato la giusta formula per Castlevania 3D. È una solida avventura con ottimi puzzle, grande azione ed una colonna sonora fantastica».
Oltre alle critiche positive, alcune recensioni mettono in luce anche aspetti negativi di questo episodio di Castlevania: il sito web italiano Multiplayer.it, sostiene che il sistema di combattimento sia troppo ripetitivo e definisce la narrazione «sfilacciata»; GameSpot commenta: «È triste ammettere che, nonostante gli spunti interessanti, Lords of Shadow è solo un Castlevania che, nel tentativo di ridefinire la serie, perde la sua identità.».
La rivista Play Generation lo classificò come il secondo migliore titolo d'avventura del 2010.

### Incassi
Per quanto riguarda le vendite del gioco, il presidente della Konami, Shinji Hirano, commenta al raggiungimento di un milione di copie vendute: «Il traguardo di vendite raggiunto in così poco tempo è una prova tangibile dell'ottimo lavoro svolto per realizzare questo progetto e siamo davvero felici di aver collaborato con un team così talentuoso per far rinascere uno dei franchise più famosi di Konami Digital Entertainment».
A settembre 2013 sono state vendute complessivamente oltre 1 350 000 copie del videogioco, tra cui circa 820 000 per PlayStation 3 e poco più di 530 000 per Xbox 360, rendendolo il titolo più venduto di tutta la serie.

## Sequel
Nel numero di giugno 2012 della rivista Nintendo Power è stato annunciato il primo sequel del videogioco, dal titolo Castlevania: Lords of Shadow - Mirror of Fate per Nintendo 3DS: ambientato 25 anni dopo gli avvenimenti di Lords of Shadow, l'episodio vede protagonisti Simon Belmont, Trevor Belmont e Alucard. Il titolo è stato pubblicato il 5 marzo 2013 nel Nord America e l'8 marzo in Europa.
In occasione dell'Electronic Entertainment Expo 2013 è stato presentato il secondo ed ultimo sequel, Castlevania: Lords of Shadow 2, in uscita durante l'inverno 2013.